# Рудокопи
Рудокóпи — село в Україні, у Житомирському районі, Житомирської області. Входить до складу Курненської сільської громади. Населення становить 156 осіб.

## Географія
Через село протікає річка Тня, права притока Случі.

## Історія
У 1906 році — колонія Курненської волості Новоград-Волинського повіту Волинської губернії. Відстань від повітового міста 30 верст, від волості 10. Дворів 28, мешканців 169.
Восени 1936 року із села до Карагандинської області Казахстану радянською владою було переселено 87 родин (439 осіб), з них 4 — польських і 83 — німецьких. Серед виселених 250 дорослих і 189 дітей.
У 1926—54 роках — адміністративний центр колишньої Рудокопівської сільської ради Червоноармійського району.

## Населення

### Мова
Розподіл населення за рідною мовою за даними перепису 2001 року:
| Мова       | Кількість | Відсоток |
| ---------- | --------- | -------- |
| українська | 153       | 98.08%   |
| російська  | 3         | 1.92%    |
| Усього     | 156       | 100%     |